# 케셀스도르프 전투
케셀스도르프 전투는 1745년 12월 14일 오스트리아 왕위 계승 전쟁 기간 중 프로이센을 상대로 오스트리아와 작센의 연합군이 벌인 전투이다. 프로이센군을 지휘한 안할트-데사우 공 레오폴트 1세(Leopold I, Prince of Anhalt-Dessau)는 오스트리아와 작센 연합군을 지휘하는 육군원수 루토프스키(Field Marshal Rutowsky)와 싸워 이겼다.

## 배경
1745년 겨울 작센은 오스트리아와 손을 잡고 프로이센을 공격할 계획을 갖고, 오스트리아군의 응원을 얻어 루토프스키의 군대를 프로이센으로 보냈다. 그런데 11월말 헨넬스도르프 전투에서 루사티아의 아군이 격파당한 사실을 알게 되자 프로이센을 공격하는 것을 단념할 수밖에 없었다. 안할트-데사우 공 레오폴트 1세가 이끄는 프로이세군은 마그데부르크에서 남하를 시작해 급히 후퇴하는 연합군의 후위를 공격하면서 전진해 라이프치히를 점령했다.
서진하는 프리드리히 대왕의 군대와 연결하기 위해 엘베강을 도하 지점으로 확보할 필요가 있어, 아들 디트리히에게 라이프치히를 맡기고 레오폴트는 동북쪽으로 향해 토르가우를 점령했다. 그러나 토르가우는 프로이센군의 목표였던 작센의 수도 드레스덴에서 멀리 떨어져 있기에 가까운 도하지점을 얻으려면 엘베 강 연안에서 남진을 계속해 다음으로 마이센의 점령을 필요로 했다. 12월 12일 밤, 레오폴트는 수비대를 몰아내고 마이센을 점령했다.
대왕이 레오폴트에게 즉시 드레스덴으로 진격하여 결전을 요구하는 것에 비해 레오폴트는 보급의 안전을 고려해 신중한 진격을 선호했다. 그러나 루사티아에서 보헤미아로 후퇴했던 로트링겐 공 카를 알렉산더의 오스트리아군이 엘베 강 좌안 아래에 있던 드레스덴으로 향하고 있었기에 카를 군이 드레스덴에 합류하기 전에 루토프스키의 군을 격파할 필요가 있었다. 대왕에게서 여러번 독촉을 받은 레오폴트는 드레스덴을 목표로 눈속을 행군하던 도중 드레스덴의 길을 지나던 연합군을 발견했다.

## 전투
연합군은 엘베 강 여러 작은 계곡천에 이어진 그 남쪽에 포진했고, 서쪽에서 중앙에 걸쳐 작센군이 동쪽의 엘베 강과 합류지점을 오스트리아군이 지켰다. 연합군은 북쪽을 향해 절벽을 이루던 언덕 위에 대포를 설치하면서 지형의 이점을 얻었다. 레오폴트는 적 우익의 오스트리아군은 거의 방치하고 작센군을 격멸하는 것을 목표로 정했다. 실제로도 오스트리아군의 대부분은 전투에 참가하지 않았다.
레오폴트는 고전 타입의 장군으로 전투에 앞써 기도하는 것을 잊지 않았다. 전해지는 이야기에 의하면 그때 다음과 같은 기도를 올렸다고 한다. "주여! 저의 전력에 오점을 남기지 않았으면 합니다. 저에게 오늘 자비를 내려주십시오. 만약 저에게 자비를 바라지 않는다면 적을 돕지 마시옵고, 다만 전투의 향방을 지켜봐 주시옵소서"
오후 2시, 중앙의 프로이센군은 작은 강과 그 주위에 얼어붙은 늪지를 넘어 작센군 진지를 공격했다. 높은 곳에서의 포격과 사격에 의한 것과 지형에 의해 공격을 방해받으면서 프로이센군은 큰 피해를 입었다. 2번째 공격도 실패한 프로이센군 정면이 후퇴하자, 작센군의 일부는 승리를 확신하고 진지를 나와 추격하기 시작했다.
그러나 이때 작센군 좌익에서 프로이센군 기병대에 의해 작센의 기병부대가 무너지면서, 프로이센군 우익의 보병이 케셀스도르프 마을을 점령하고 작센군 좌익을 공격하였고, 거기에 작센군 중앙을 배후에서 포위하기 시작했다. 작센군은 혼란에 빠지고, 레오폴트는 호기를 놓치지 않고 전군 돌격을 명령했다. 이때 진지를 나온 작센군은 지형 때문에 후퇴도 못하고 그대로 전멸당했다. 레오폴트는 병사들에게 눈과 얼음에 엎드려 절벽을 기어서 올라 작센군 진지를 공격할 것을 명령하고, 절벽에 몰려든 그들이 차례로 추락하자 자신이 직접 절벽을 기어올라 포병진지에 돌입했다. 이때 레오폴트는 총탄을 옷에 맞았으나, 큰 상처는 입지 않았다.
작센군은 무너져 패주했다. 드레스덴에는 겁에 질린 병사들이 밀어닥쳤기에 작센인들에게 패전을 각인시켜 주었다.

## 결과
전투 결과 작센군은 병사의 절반을 잃었고, 전투능력을 상실했다. 12월 17일 프로이센군은 드레스덴에 입성하고, 다음날 18일 프리드리히 대왕이 드레스덴에 들어왔다. 작센은 전쟁을 지속하는 것을 단념하고 단독으로 화평을 맺으려는 자세를 보였고, 오스트리아도 이내 꺾어져 슐레지엔 할양을 승인하는 드레스덴 조약을 체결했다. 오스트리아측으로 참가할 예정이던 러시아도 이 상황 때문에 참전 이야기가 나오지 않았다.
이로 인해 제2차 슐레지엔 전쟁은 종결되었고, 프로이센은 유럽 주요국 중에서 가장 먼저 평화를 얻었으나, 오스트리아는 아직 이탈리아, 네덜란드 전선이 남아 있었다.

## 참조
- Chandler, David: The Art of Warfare in the Age of Marlborough. Spellmount Limited, (1990). ISBN 0-946771-42-1

일본어 위키 참고 문헌입니다.
- S.フィッシャー＝ファビアン 著＼尾崎賢治 訳『人はいかにして王となるか』Ⅰ、Ⅱ（日本工業新聞社、1981年）
- 林健太郎、堀米雇三 編『世界の戦史6 ルイ十四世とフリードリヒ大王』（人物往来社、1966年）
- 伊藤政之助『世界戦争史6』（戦争史刊行会、1939年）
- 久保田正志『ハプスブルク家かく戦えり ヨーロッパ軍事史の一断面』（錦正社、2001年）
- preussenweb
- Thomas Carlyle BATTLE OF KESSELSDORF
- de:Schlacht bei Kesselsdorf (17:19, 7. Feb. 2009 UTC)